# Zeche Billigkeit
Die Zeche Billigkeit war ein Steinkohlenbergwerk in Heven, welches in der Zeit von 1775 bis 1891 in Betrieb war. Das Bergwerk befand sich an der Straße Am Steinberg. Es gehörte zu den Bergwerken des Freiherrn von Elversfeld.

## Geschichte

### Die Anfänge
Obwohl das Bergwerk vermutlich schon im Jahr 1750 in Betrieb war, begann der Abbau offiziell erst 1775. Am 26. Oktober 1766 legte der Freiherr August von Elverfeldt Mutung für das Grubenfeld ein. Am 4. Dezember 1790 wurden die Abbaurechte verliehen. Im Jahr 1784 waren ein tonnlägiger Schacht und ein Stollen in Betrieb. Am 17. Juni desselben Jahres wurde das Bergwerk durch den Leiter des märkischen Bergamtsbezirkes, den Freiherrn vom Stein befahren. Das Bergwerk hatte zu diesem Zeitpunkt Probleme mit der Grundstrecke, die Strecke war zusammengedrückt und musste überarbeitet werden. Vom Stein machte in seinem Protokoll Angaben über den Zustand und die Leistung des Bergwerks. Er wies den zuständigen Schichtmeister des Bergwerks an, im Schacht Fahrten einbauen zu lassen.

### Der weitere Betrieb bis zur Übernahme
Im Jahr 1793 wurde die Zeche Billigkeit mit den Gewerkschaften Urbanus, Compier und Wilde Mann vereinigt. Es wurde ein Vertrag zur Anlegung des Gesellschaft-Erbstollens geschlossen. Dieser Stollen, für den man auch die Verleihung des Erbstollenrechtes beantragen wollte, sollte eine tiefere Wasserlösung ermöglichen. Von 1796 bis 1799 war das Bergwerk außer Betrieb. Im Jahr 1800 wurde von Februar bis Juni ein neuer Schacht geteuft. Am 30. Oktober 1818 wurde ein „geringerer“ (d. h. kleiner) Abbau begonnen. Im Februar des Jahres 1819 wurde das Bergwerk stillgelegt. Rund 40 Jahre später, im Jahr 1863 wurde das Grubenfeld der Zeche Helene zugeschlagen, die nun den Vertrag für die Lösung des Feldes und die Kohleförderung besaß. Am 31. Oktober 1886 wurde die Zeche knappschaftlich abgemeldet und im Jahr 1887 zwangsversteigert. Im Jahr 1889 folgte dann die Wiederinbetriebnahme, die trotz der Übernahme durch die Zeche Vereinigte Helene-Nachtigall im Jahr 1890 bis Ende 1890 unter eigener Werkführung erfolgte. In der zweiten Hälfte des Jahres 1891 wurde das Bergwerk dann völlig durch die Zeche Vereinigte Helene-Nachtigall übernommen.

## Förderung und Belegschaft
Die Jahresförderung der Zeche betrug 1867 rund 18.000 Tonnen. 1869 sank die Förderung auf 14.840 Tonnen, 1878 wurden mit zehn Bergleuten 5.621 Tonnen gefördert. Ab 1878 stieg die Förderung wieder an, es wurden 6.328 Tonnen Steinkohle mit zwölf Bergleuten gefördert. Im Jahr 1880 lag die Förderung leicht über 6000 Tonnen Steinkohle, diese Förderung wurde mit zwölf Beschäftigten erbracht. Es folgte ein weiterer Anstieg der Förderung bis 1885, als mit 26 Bergleuten 12.363 Tonnen Steinkohle gefördert wurden. 1886 sank die Förderung erneut, mit 13 Bergleuten wurden bis zum 31. Oktober 6.726 Tonnen gefördert. Im Jahr der Wiederinbetriebnahme (1889) betrug die Förderung mit nur zwei Bergleuten 1.205 Tonnen. Nach der Übernahme durch die Zeche Vereinigte Helene-Nachtigall im Jahr 1891 wurden mit nun 35 Beschäftigten insgesamt 15.000 Tonnen gefördert.

## Was geblieben ist
In der Nähe des ehemaligen Zechengeländes gibt es keine Hinweise auf Bergbautätigkeit, wenn man von der etwas weiter östlich verlaufenden Haldenstraße einmal absieht. Allerdings gibt es indirekte Hinweise auf eine örtliche Bergbautätigkeit: Im Wald fallen Hügel auf, die auf größere Bodenbewegungen schließen lassen; ein talähnlicher Einschnitt könnte eine Pinge, oder der ehemalige Zugang zum nun verschütteten Stollenmundloch sein. Man trifft unter Gestrüpp auf Kohlestückchen.
Das Tal wird als Müllkippe genutzt.

Das Gelände der Zeche Billigkeit heute
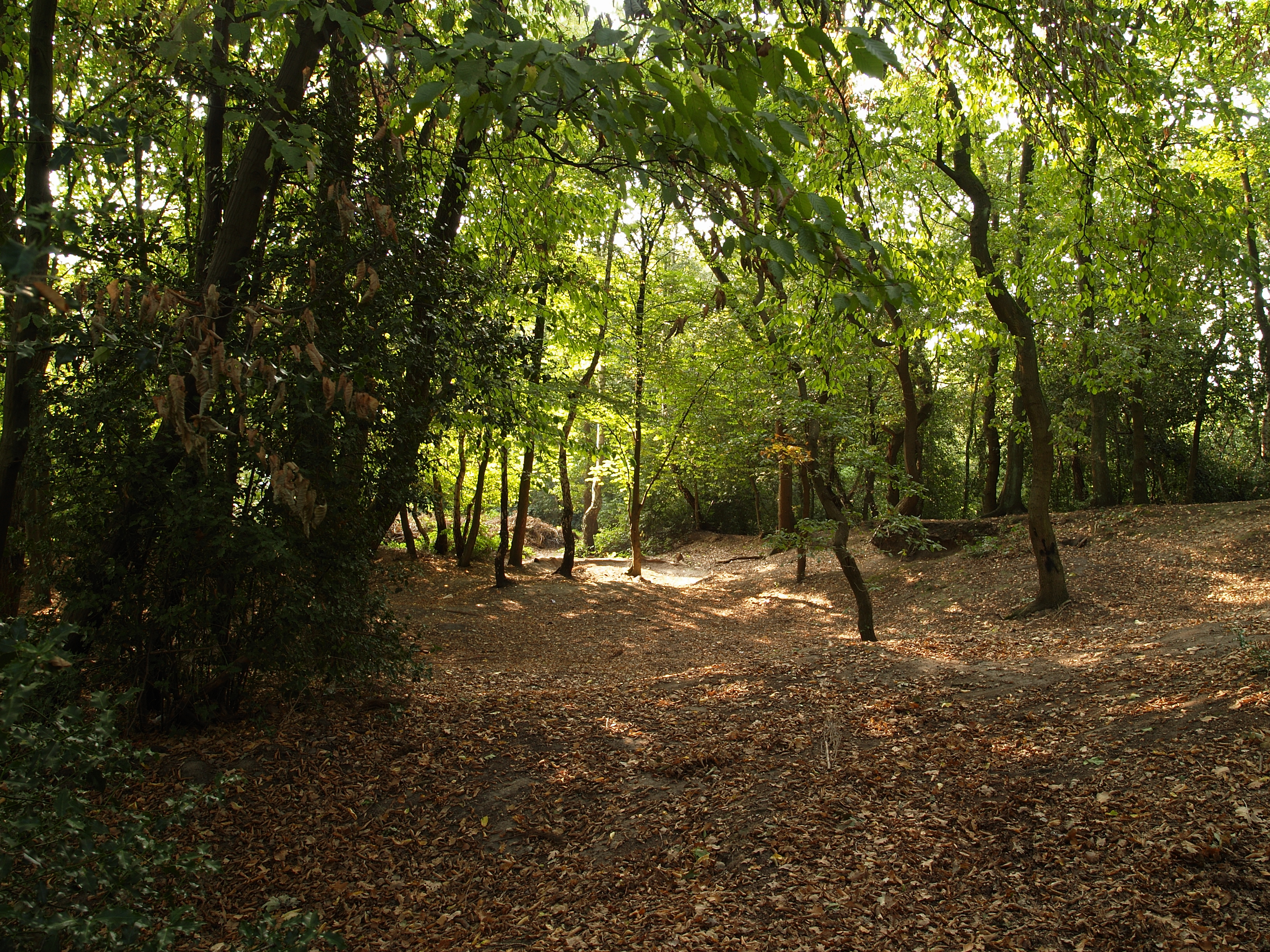
Geländeveränderungen im Wald
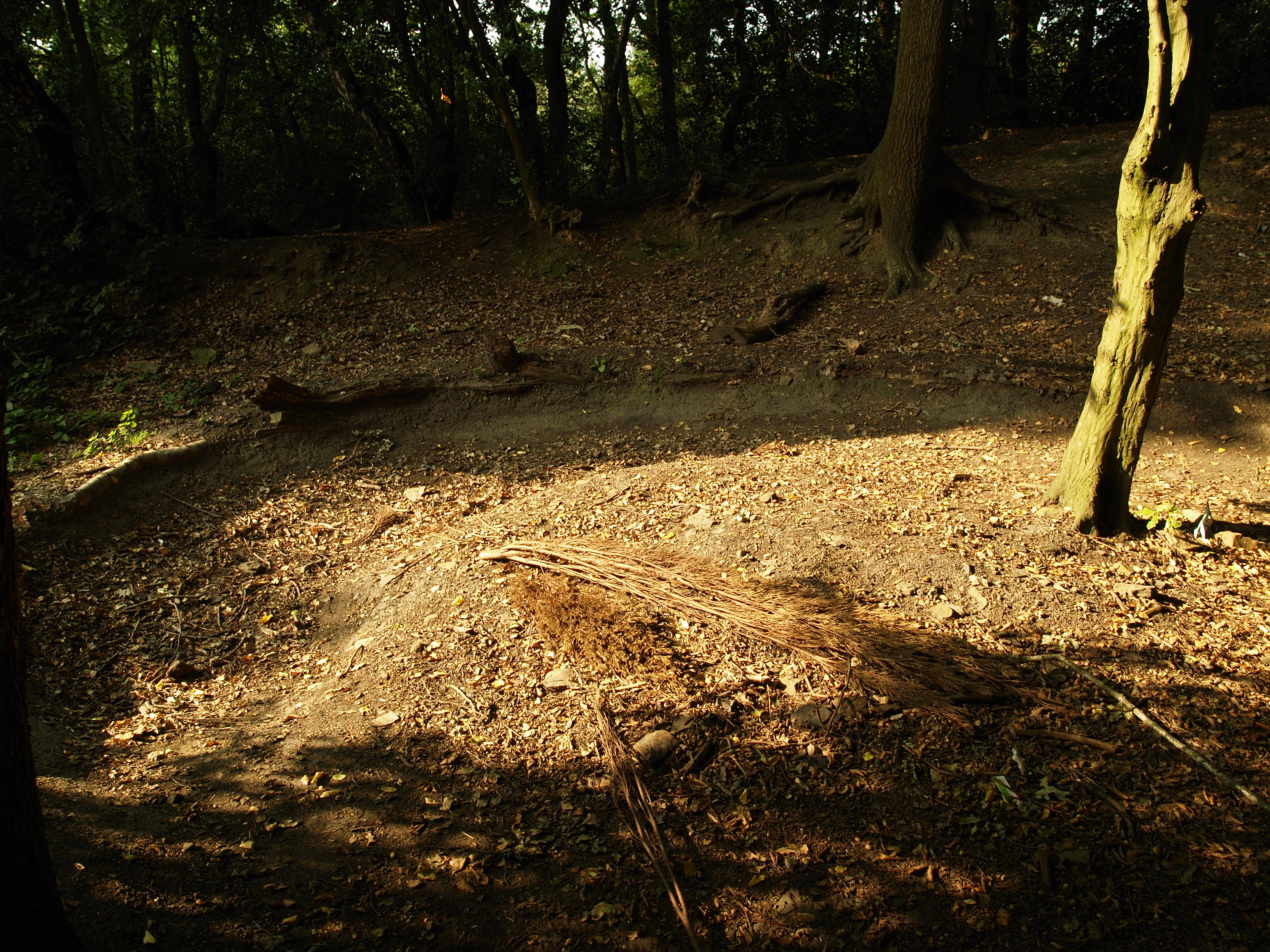
Reste einer Holzkonstruktion im Boden
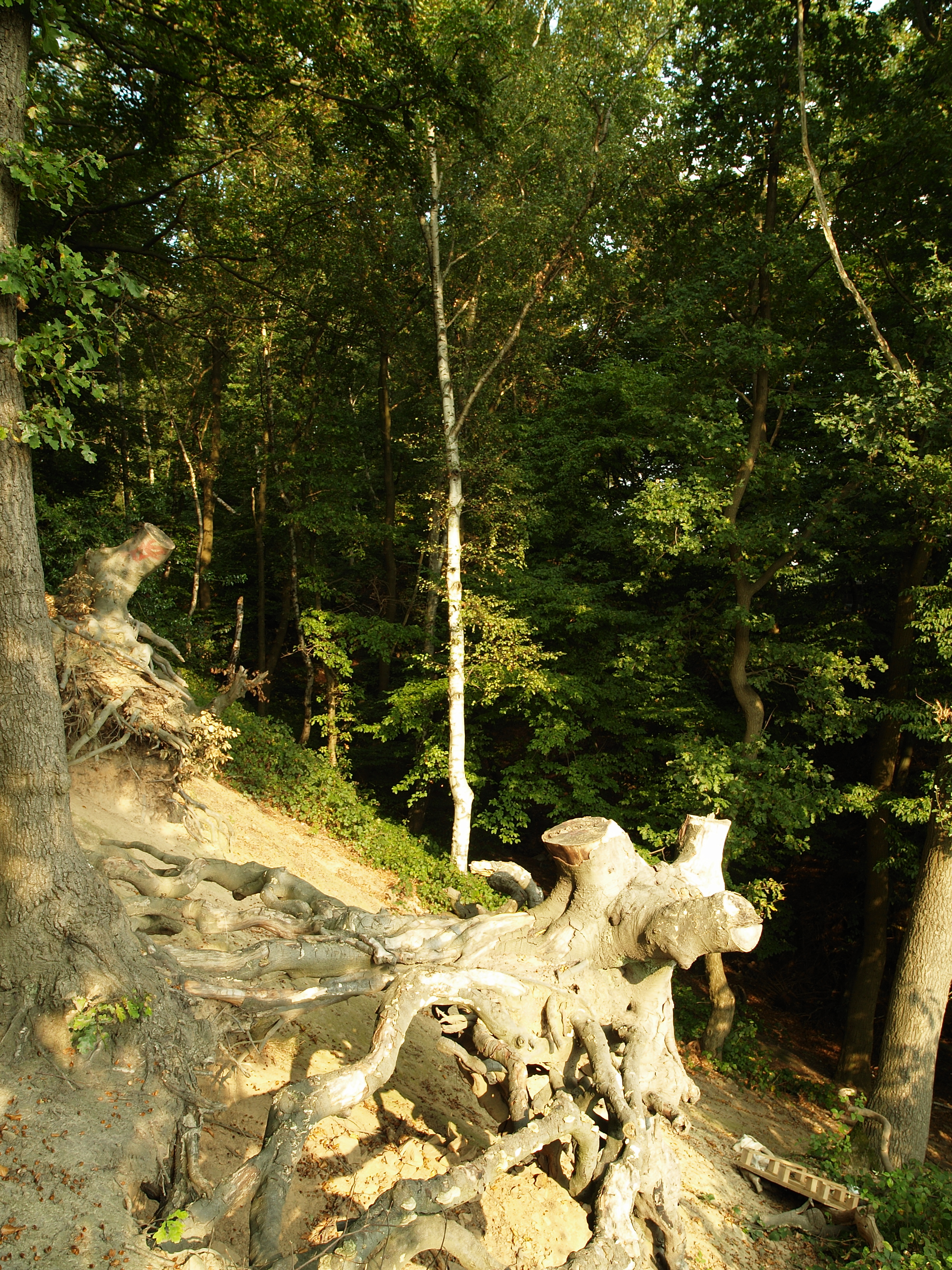
Blick in das 'Tal',
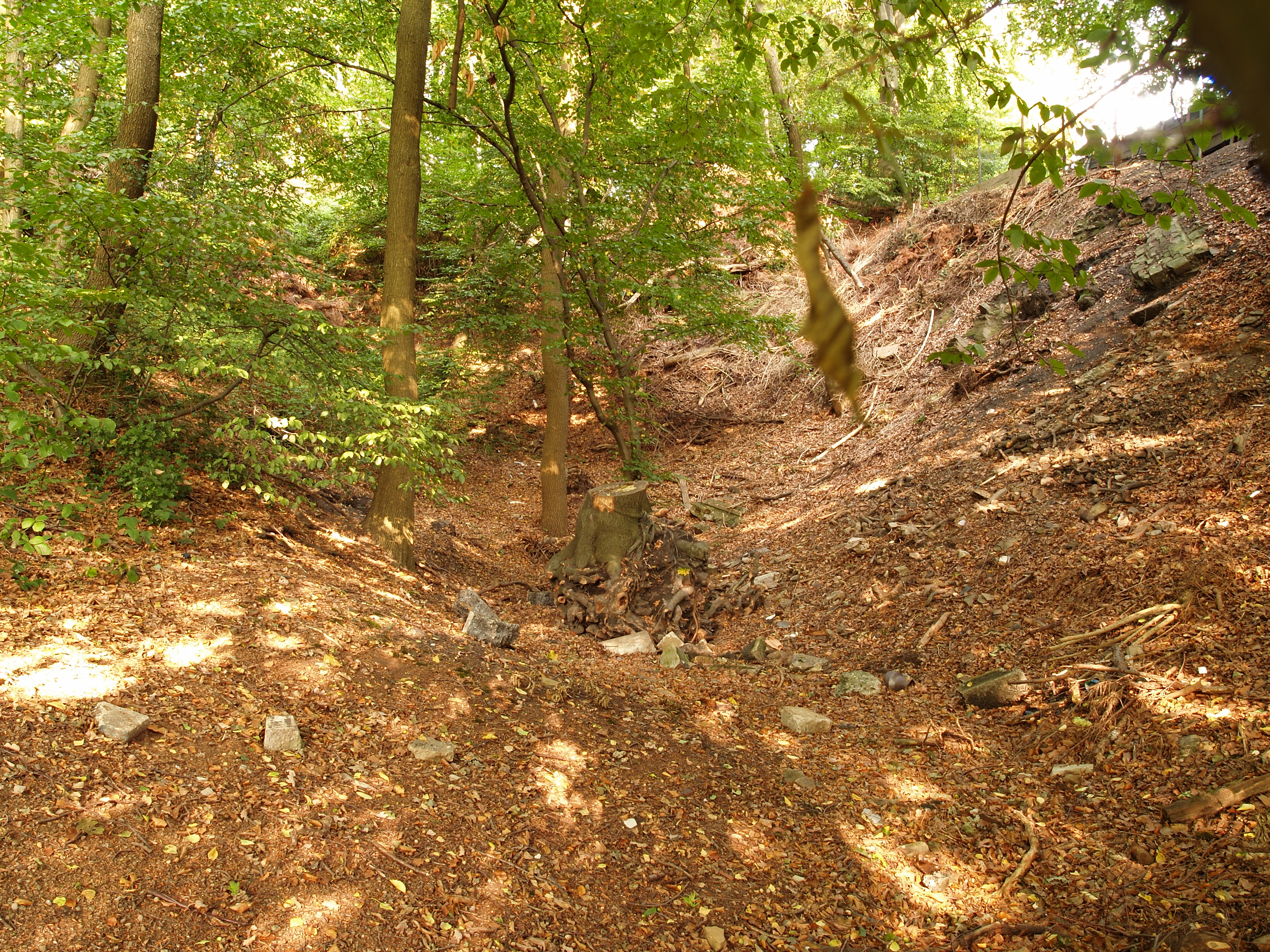
Vom Wald überwuchert.
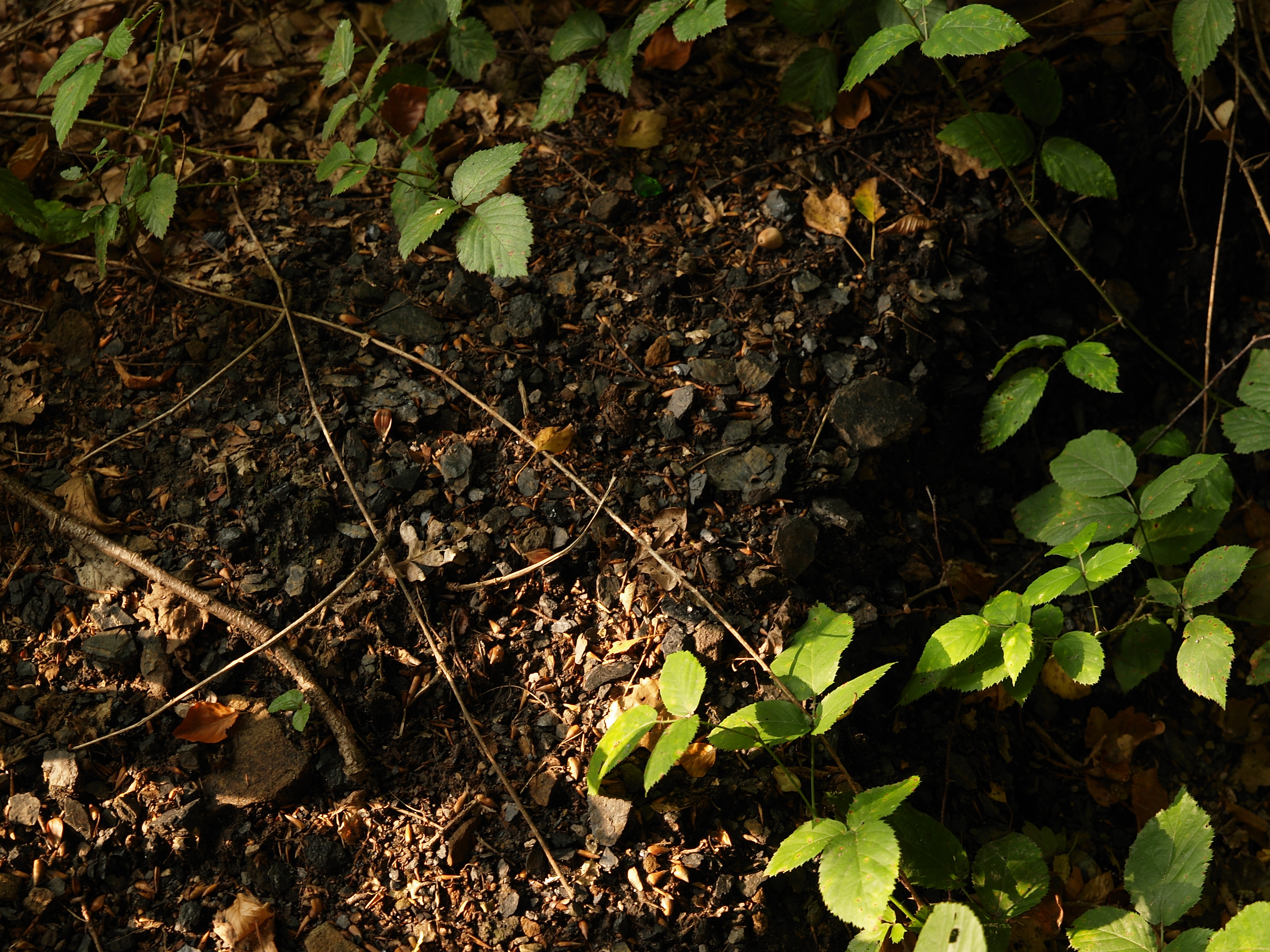
Kohlekrümel – Reste eines ehemaligen Bergwerks

Die Bilder entsprechen dem Verlauf von Ost nach West (51.444719-7.303511 / 51.442217-7.302200).